# 巴納迪爾州
巴納迪爾州是索馬里南部的一個州，東臨印度洋。面積370平方公里。首府摩加迪沙是索馬里內戰前的首都。